# Frappe aérienne de la prison de Sa'dah en 2025
Ne doit pas être confondu avec Frappe aérienne de la prison de Sa'dah en 2022.
La frappe aérienne de la prison de Sa'dah en 2025 est survenue le 28 avril 2025 lorsqu'une frappe aérienne de l'armée de l'air américaine a frappé un centre de détention de migrants africains géré par les Houthis à Sa'dah, au Yémen, tuant au moins 68 personnes et en blessant 47 autres. Il s'agit de l'opération militaire américaine ayant causée le plus grand nombre de morts civiles depuis la frappe aérienne de Mossoul en 2017 (en).
Le centre de détention fait partie d’un complexe plus vaste fonctionnant comme centre de détention depuis plusieurs années. La prison avait déjà reçu la visite de représentants du Comité international de la Croix-Rouge et des Nations Unies, qui n'avaient rapporté aucune activité militaire dans l'enceinte. Selon des témoins et des militants locaux, au moins trois frappes aériennes successives ont frappé le centre de détention tôt le matin. Un autre bâtiment voisin, d'usage inconnu, est également touché, mais aucune victime n'est signalée. Dans les décombres de la prison, les restes de deux à trois bombes guidées de précision GBU-39 ont été retrouvés.

## Contexte
Début 2024, les États-Unis lancent une campagne de frappes aériennes contre les Houthis dans leurs territoires contrôlés au Yémen en réponse à leurs attaques contre des navires internationaux transitant en mer Rouge et le golfe d'Aden, en soutien à la Palestine dans le cadre de la guerre de Gaza,. Le 15 mars 2025, les États-Unis lancent l'opération Rough Rider, une intensification de leur campagne pour procéder à des assassinats ciblés contre de hauts responsables houthis. Cette campagne s'inscrit dans un contexte d'efforts accrus pour faire pression sur l'Iran, principal soutien des Houthis, durant le second mandat du président Donald Trump. Selon l'armée américaine, l'opération a détruit « de multiples installations de commandement et de contrôle, des systèmes de défense aérienne, des entrepôts de fabrication d'armes et des sites de stockage d'armes » des Houthis. Cependant, l'ONG Airwars affirme que le changement de stratégie expose les civils à un risque accru face aux attaques américaines.
La maison d’arrêt de la ville de Sa'dah est utilisée comme centre de détention pour migrants depuis plusieurs années. Selon le Washington Post, les Nations Unies affirme cependant que le site héberge une caserne militaire, transformée récemment comme centre de détention. Selon un chercheur yéménite spécialisé dans les droits humains, le site a cessé de servir à des fins militaires pour les Houthis en 2015 ou 2016, tandis qu'un autre chercheur, Adnan Al-Gabarni, déclare qu'il demeure un atout important mais mystérieux pour les Houthis, les « migrants n'étant qu'une façade ». Un autre bâtiment du complexe avait déjà été attaqué en 2022 lors d'une frappe aérienne de la coalition dirigée par l'Arabie saoudite, tuant 91 personnes. Le site était utilisé à des fins militaires déclarait un porte-parole de l'armée saoudienne, mais un rapport de l'ONU rédigé à la suite de visites ne mentionnait aucune utilisation par les Houthis.
Le complexe lui-même s'étend sur 50 acres et est entouré d'un mur. Les deux bâtiments visés dans le complexe mesurent environ 36 mètres de long, ils sont distants de 150 mètres et séparés par une route. Les bâtiments ressemblent à des entrepôts de conception similaire, avec des toits ondulés et des fondations en béton de base,. L'installation se trouve dans une zone ouverte, éloignée de toute base militaire. 
Le centre de détention abrite 115 migrants africains sans papiers au moment du bombardement,. Les détenus sont principalement des Éthiopiens et des Somaliens, ainsi que d'autres Africains cherchant principalement à traverser la frontière vers l'Arabie saoudite. Selon les Houthis, le centre opère sous la supervision de l’Organisation internationale pour les migrations et du Comité international de la Croix-Rouge, malgré un démenti de ces institutions. La Croix-Rouge envoie cependant des représentants visiter périodiquement le complexe depuis 2018.

## Frappe aérienne
Le 28 avril 2025, peu avant 05 h 00 heure locale, le centre de détention pour migrants est touché par plusieurs frappes aériennes lancées alors que ses occupants dorment. Un survivant déclare : « Les avions ont frappé à proximité à deux reprises. La troisième fois, ils nous ont touchés. » Selon un activiste éthiopien local, au moins trois frappes aériennes ont directement touché le bâtiment, tandis qu'une quatrième s'est écrasée à proximité. Les frappes ont détruit l'ambulance de l'établissement et sa porte principale, entravant l'opération de sauvetage. Un second bâtiment voisin, d'usage inconnu, est également ciblé par les frappes aériennes, mais aucune victime n'est signalée.
Selon l'ancien spécialiste des explosifs de l'armée américaine, Trevor Ball, plusieurs bombes GBU-39 de fabrication américaine ont probablement été utilisées lors de l'attaque. Les cibles ont été frappées intentionnellement en raison de la nature guidée avec précision des munitions et du fait que plusieurs frappes ont touché l'installation. Le Washington Post identifie au moins deux dispositifs pyrotechniques GBU-39 dans les ruines du centre de migrants. Une enquête visuelle menée par le New York Times conclut qu'au moins trois GBU-39 ont été utilisés dans l'attaque ; plusieurs débris sont retrouvés sur le site.
Selon la chaîne Al Masirah, affiliée aux Houthis, et l'organisation de défense des droits de l'homme Euro-Mediterranean Human Rights Monitor, les attaques ont tué au moins 68 personnes et en ont blessé 47 autres, uniquement des migrants africains,. Le nombre de Somaliens tués est « très faible » selon un dirigeant de la communauté locale, un groupe ayant été évacué du centre trois jours plus tôt. Al-Masirah diffuse des images de premiers intervenants récupérant au moins une douzaine de corps parmi des débris de béton et de métal dans un grand bâtiment aux murs partiellement détruits et sans toit. La Croix-Rouge soutient la Société du Croissant-Rouge du Yémen dans la réponse d’urgence à l’attaque. Selon un responsable des Nations Unies, « deux hôpitaux voisins ont déjà reçu plus de 50 blessés, dont beaucoup sont grièvement blessés ». Le Washington Post analyse des images diffusées par les Houthis montrant les conséquences de l'attaque. Le journal identifie au moins 38 personnes tuées et 32 personnes blessées à partir des images, tout en n'étant pas en mesure de confirmer de manière indépendante si toutes les victimes de l'attaque s'avèrent être des migrants.

## Réactions
Une déclaration du Commandement central américain plus tôt dans la journée avant la frappe justifie la non-divulgation de détails relatifs à ses opérations au Yémen. Plus tard dans la journée, après la frappe aérienne rapportée par les médias locaux, un responsable du ministère américain de la Défense déclare que le CENTCOM est « au courant des allégations de victimes civiles liées aux frappes américaines au Yémen, et nous prenons cela très au sérieux ». Celui-ci ajoute : « nous menons actuellement notre évaluation des dommages causés par les combats et une enquête sur ces affirmations ».
Le porte-parole des Houthis, Mohammed Abdulsalam, qualifie l'attaque de « crime brutal » dans une déclaration sur Twitter. Le ministère de l'Intérieur dirigé par les Houthis publie une déclaration condamnant ce qu'il appelle un « crime odieux commis par l'agression américaine ».
Le porte-parole de l'ONU, Stéphane Dujarric, qualifie l'attaque de « profondément alarmante » et exhorte toutes les parties à protéger les civils, sans mentionner l'armée américaine. Ce sentiment est repris par l'envoyé spécial des Nations Unies pour le Yémen, Hans Grundberg, qui appelle à « rendre des comptes pour chaque perte de vie civile »,.